# بخش جفرسون (شهرستان براون، اوهایو)
بخش جفرسون (به انگلیسی: Jefferson Township) یک منطقهٔ مسکونی در ایالات متحده آمریکا است که در شهرستان براون، اوهایو واقع شده‌است.
 بخش جفرسون ۶۰٫۷۸ کیلومتر مربع مساحت و ۱٬۴۳۳ نفر جمعیت دارد و ۲۸۲ متر بالاتر از سطح دریا واقع شده‌است.